# Solanum zanzibarense
Solanum zanzibarense är en potatisväxtart som beskrevs av Wilhelm Vatke. Solanum zanzibarense ingår i släktet skattor som ingår i familjen potatisväxter. Inga underarter finns listade i Catalogue of Life.